# Adam Mickiewicz
Adam Mickiewicz  (pronunciació en : /mit͡sˈkʲɛvit͡ʂ/) (Zavosse, 24 de desembre de 1798 - Istanbul, 26 de novembre de 1855), fou un poeta i patriota polonès, l'obra del qual marca el començament del Romanticisme en el seu país. És considerat poeta nacional a Polònia, Lituània i Belarús. Figura principal del romanticisme polonès, és un dels "Tres bards" de Polònia (en polonès: Trzej Wieszcze) i és àmpliament considerat com el poeta més gran de Polònia. També és considerat un dels més grans poetes eslaus i europeus i ha estat batejat com un "bard eslau". Destacat dramaturg romàntic, ha estat comparat a Polònia i Europa amb Byron i Goethe.
És conegut principalment pel drama poètic Dziady (La vigília dels avantpassats) i el poema èpic nacional Pan Tadeusz. Les seves altres obres influents inclouen Konrad Wallenrod i Grażyna. Tot això va servir d'inspiració per als aixecaments contra les tres potències Imperials que havien fet fora de l'existència la Commonwealth polonesa-lituània.
Mickiewicz va néixer als territoris particionats per Rússia de l'antic Gran Ducat de Lituània, que havia format part de la Confederació de Polònia i Lituània, i va ser actiu en la lluita per guanyar la independència de la seva regió natal. Després, com a conseqüència, de passar cinc anys exiliat al centre de Rússia, el 1829 va aconseguir abandonar l'Imperi Rus i, com molts dels seus compatriotes, va viure la resta de la seva vida a l'estranger. Es va establir primer a Roma, després a París, on durant poc més de tres anys va impartir conferències sobre literatura eslava al Collège de France. Va morir, probablement de còlera, a Istanbul a l'Imperi Otomà, on havia anat per ajudar a organitzar les forces poloneses per lluitar contra Rússia a la Guerra de Crimea.
Al llarg de la seva vida va lluitar per la independència de Polònia respecte de Rússia, on va estar exiliat des de 1824 per les seves activitats revolucionàries durant la seva època d'estudiant. Va escapar de Rússia, establint-se a Lausana. Els seus poemes aborden temes nacionalistes polonesos i presenten una imatge heroica, si bé melodramàtica, de l'ànima humana, i una visió byroniana de la llibertat i l'heroisme. Algunes d'aquestes obres els posà música en forma de lieder el seu compatriota Paderewski. Les seves obres han estat traduïdes a la majoria de les llengües europees. En destaquen els poemes èpics Grażyna (1823) i Pan Tadeusz (1834), el drama Dziady (Els avantpassats, 1823), i el poema històric Konrad Wallenrod (1828), que és el relat d'una venjança patriòtica, de resultes del qual va haver d'abandonar Rússia i establir-se a París, ciutat on entaulà una amistosa relació amb el també poeta polonès Bohdan Zaleski.
- Pan Tadeusz (fragment):

Lituània! El meu país, sou vós com la salut, valorar-vos sols pot dir-ho qui us hagi perdut.

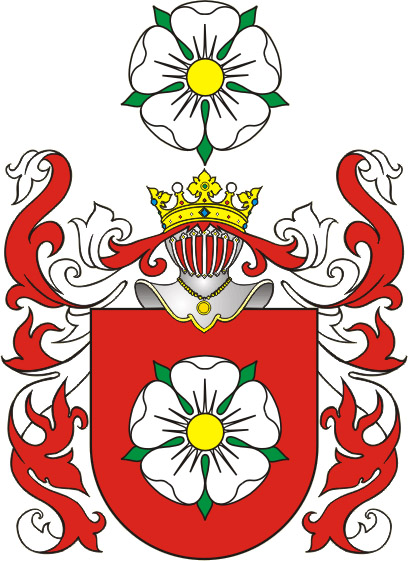
Escut del Clan Poraj

El 1890, les seves restes van ser repatriades de Montmorency, Val-d'Oise, a França, a la Catedral de Wawel a Cracòvia, Polònia.

## Biografia

### Primers anys

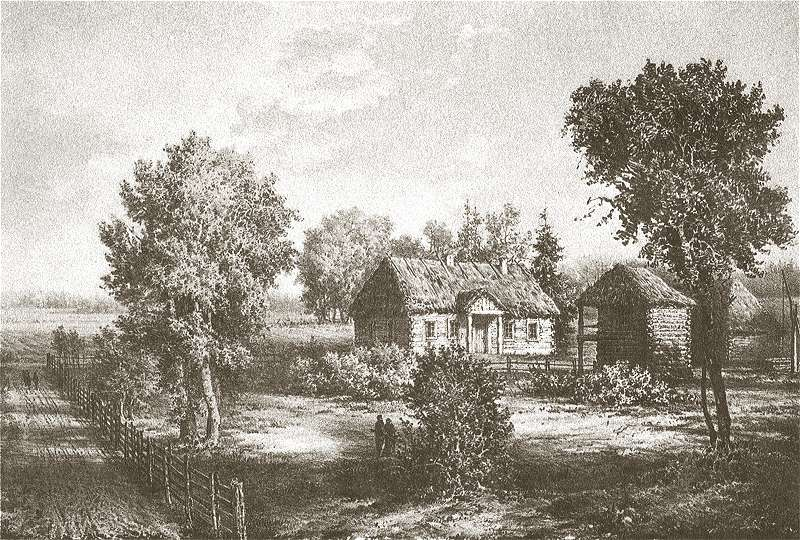
Mansió Zaosie, possible lloc de naixement

Adam Mickiewicz va néixer el 24 de desembre de 1798, o a la finca del seu oncle patern a Zaosie (ara Zavosse) prop de Navahrudak (en polonès, Nowogródek) o a la mateixa Navahrudak, que llavors formava part de l'Imperi Rus i ara és Belarús. La regió es trobava a la perifèria de Lituània pròpiament dita i havia format part del Gran Ducat de Lituània fins a la Tercera Partició de la Confederació de Polònia i Lituània (1795). La seva classe alta, inclosa la família de Mickiewicz, eren polonesos o polonitzats. El pare del poeta, Mikołaj Mickiewicz, advocat, era membre de la noblesa polonesa (szlachta) i portava l'escut hereditari de Poraj; la mare d'Adam era Barbara Mickiewicz, de soltera Majewska. Adam era el segon fill de la família.
Mickiewicz va passar la seva infantesa a Navahrudak, inicialment educat per la seva mare i tutors particulars. De 1807 a 1815 va assistir a una escola dominicana seguint un pla d'estudis que havia estat dissenyat per l'ara desapareguda Comissió Polonesa d'Educació Nacional, que havia estat el primer ministeri d'educació del món. Era un estudiant mediocre, tot i que actiu en jocs, teatres i similars.
El setembre de 1815, Mickiewicz es va matricular a la Universitat de Vílnius, estudiant per ser professor. Després de graduar-se, sota els termes de la seva beca governamental, va ensenyar a l'escola secundària a Kaunas des de 1819 fins a 1823.
El 1818, al Tygodnik Wileński en llengua polonesa, va publicar el seu primer poema, Zima miejska ("Hivern de la ciutat"). Els anys següents veurien una maduració del seu estil del sentimentalisme / neoclassicisme al romanticisme, primer en les seves antologies de poesia publicades a Vílnius el 1822 i el 1823; aquestes antologies incloïen el poema "Grażyna" i les primeres parts publicades (II i IV) de la seva obra principal, Dziady (Vigília dels avantpassats). El 1820 ja havia acabat un altre poema romàntic important, Oda do młodości ("Oda a la joventut"), però es considerava massa patriòtic i revolucionari per ser publicat i no apareixeria oficialment durant molts anys.
Cap a l'estiu de 1820, Mickiewicz va conèixer l'amor de la seva vida, Maryla Wereszczakówna. No es van poder casar a causa de la pobresa de la seva família i d'un estatus social relativament baix; a més, ja estava compromesa amb el comte Wawrzyniec Puttkamer, amb qui es casaria el 1821.

### Empresonament i exili

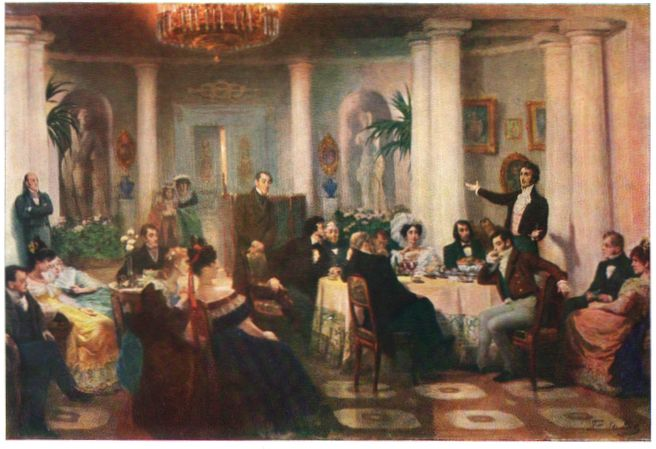
Saló literari de Moscou de la princesa Zinaida Volkonskaya, freqüentat per Mickiewicz

El 1817, mentre encara era estudiant, Mickiewicz, Tomasz Zan i altres amics havien creat una organització secreta, els Philomaths. El grup es va centrar en l'autoeducació, però tenia vincles amb un grup d'estudiants més radical, clarament independentista polonès, l'Associació Filaret. Una investigació de les organitzacions estudiantils secretes de Nikolay Novosiltsev, iniciada a principis de 1823, va provocar la detenció d'un nombre d'estudiants i exestudiants activistes, inclòs Mickiewicz, que va ser detingut i empresonat al monestir de Basilian de Vílnius a finals de 1823 o principis de 1824. Després d'investigar les seves activitats polítiques, concretament la seva pertinença a Philomaths, el 1824 Mickiewicz va ser desterrat al centre de Rússia. Poques hores després de rebre el decret el 22 d'octubre de 1824, va escriure un poema en un àlbum que pertanyia a Salomea Bécu, la mare de Juliusz Słowacki. (el 1975 aquest poema va ser musicat en polonès i rus pel compositor soviètic David Tukhmanov.) Mickiewicz va travessar la frontera cap a Rússia cap a l'11 de novembre de 1824, arribant a Sant Petersburg més tard aquell mes. Passaria la major part dels cinc anys següents a Sant Petersburg i Moscou, llevat d'una notable excursió de 1824 a 1825 a Odessa i després a Crimea. Aquella visita, de febrer a novembre de 1825, va inspirar una notable col·lecció de sonets (alguns sonets d'amor i una sèrie coneguda com a Sonets de Crimea, publicada un any més tard).
Mickiewicz va ser acollit als principals cercles literaris de Sant Petersburg i Moscou, on es va convertir en un gran favorit per les seves maneres agradables i un extraordinari talent per a la improvisació poètica. L'any 1828 es va publicar el seu poema Konrad Wallenrod. Novosiltsev, que va reconèixer el seu missatge patriòtic i subversiu, que els censors de Moscou havien ignorat, va intentar sense èxit sabotejar-ne la publicació i danyar la reputació de Mickiewicz.
A Moscou, Mickiewicz va conèixer el periodista i novel·lista polonès Henryk Rzewuski i la compositora i virtuosa del piano polonesa Maria Szymanowska, la filla de la qual, Celina Szymanowska, Mickiewicz es casaria més tard a París, França. També va fer amistat amb el gran poeta rus Aleksandr Puixkin i amb líders decembristes com Kondrati Riléiev. Va ser gràcies a les seves amistats amb moltes persones influents que finalment va poder obtenir un passaport i permís per sortir de Rússia cap a Europa occidental.

### Viatges europeus

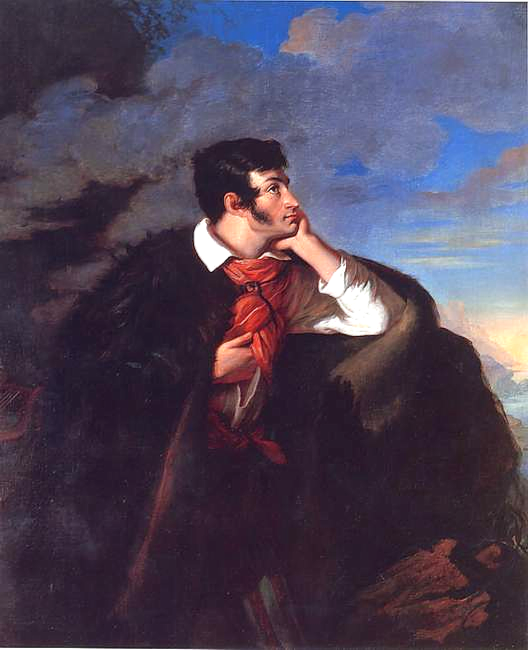
Adam Mickiewicz a l'Ayu-Dag, de Walenty Wańkowicz, 1828

Després de complir cinc anys d'exili a Rússia, Mickiewicz va rebre el permís per marxar a l'estranger el 1829. L'1 de juny d'aquell any va arribar a Weimar. El 6 de juny es trobava a Berlín, on assistí a conferències del filòsof Hegel. El febrer de 1830 va visitar Praga, després va tornar a Weimar, on va rebre una cordial recepció de l'escriptor, científic i polític Goethe.
Després va continuar a través d'Alemanya fins a Itàlia, a la qual va entrar pel pas de Splügen dels Alps. Acompanyat d'un vell amic, el poeta Antoni Edward Odyniec, va visitar Milà, Venècia, Florència i Roma. L'agost d'aquell mateix any (1830) va anar a Ginebra, on va conèixer el seu també bard polonès Zygmunt Krasiński. Durant aquests viatges va tenir un breu romanç amb Henrietta Ewa Ankwiczówna, però les diferències de classe li van impedir tornar a casar-se amb el seu nou amor.
Finalment cap a l'octubre de 1830 es va establir a Roma, que va declarar "la més amable de les ciutats estrangeres". Poc després, es va assabentar de l'esclat de l'aixecament de novembre de 1830 a Polònia, però no abandonaria Roma fins a la primavera de 1831.
El 19 d'abril de 1831 Mickiewicz va marxar de Roma, viatjant a Ginebra i París i més tard, amb un passaport fals, a Alemanya, passant per Dresden i Leipzig arribant cap al 13 d'agost a Poznań (nom alemany: Posen), llavors part del Regne de Prússia. És possible que durant aquests viatges portés comunicacions del carbonaris italians a la clandestinitat francesa, i entregués documents o diners per als insurgents polonesos de la comunitat polonesa de París, però la informació fiable sobre les seves activitats en aquell moment és escassa. Finalment, no va creuar maig a la Polònia russa, on l'aixecament estava succeint principalment; va romandre a la Polònia alemanya (històricament coneguda pels polonesos com a Wielkopolska, o Gran Polònia), on va ser ben rebut pels membres de la noblesa polonesa local. Va tenir una breu relació amb Konstancja Łubieńska a la finca de la seva família a Śmiełów. A partir del març de 1832, Mickiewicz es va quedar diversos mesos a Dresden, a Saxònia, on va escriure la tercera part del seu poema Dziady.

### Emigrat a París

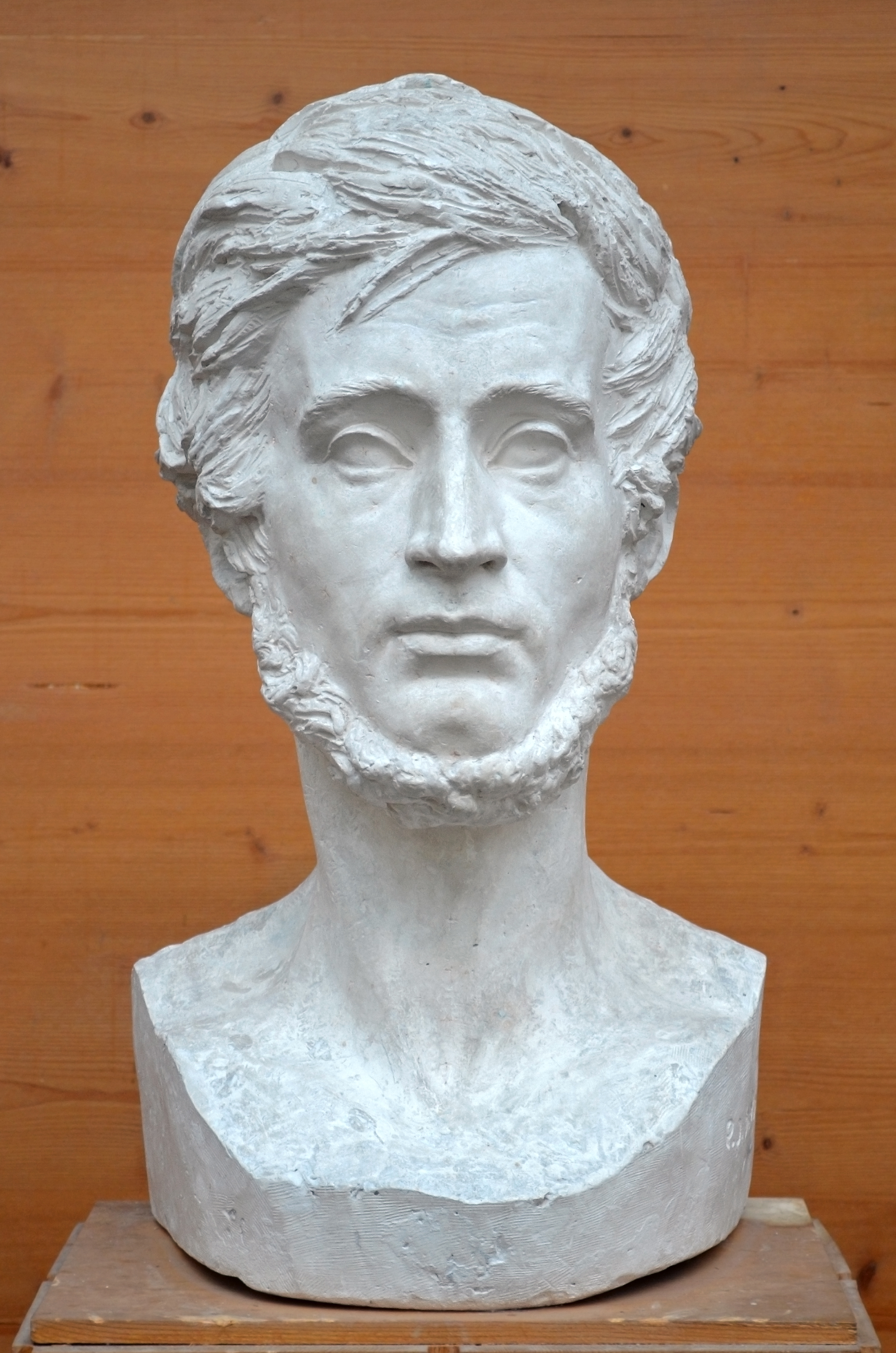
Mickiewicz, 1835

El 31 de juliol de 1832 va arribar a París, acompanyat d'un amic íntim i company ex-Philomath, el futur geòleg i pedagog xilè Ignacy Domeyko. A París, Mickiewicz es va fer actiu en molts grups d'emigrats polonesos i va publicar articles a Pielgrzym Polski (El pelegrí polonès). La tardor de 1832 va veure la publicació, a París, de la tercera part del seu Dziady (introduït de contraban a la Polònia particionada), així com dels Llibres del poble polonès i del pelegrinatge polonès, que Mickiewicz va autoeditar. El 1834 va publicar una altra obra mestra, el seu poema èpic Pan Tadeusz.
Pan Tadeusz, la seva obra poètica més llarga, va marcar el final del seu període literari més productiu. Mickiewicz crearia altres obres notables, com Liryki lozańskie, 1839–40) i Zdania i uwagi (Thoughts and Remarks, 1834–40), però cap dels dos aconseguiria la fama de les seves obres anteriors. El seu relatiu silenci literari, començat a mitjans de la dècada de 1830, ha estat interpretat de diverses maneres: potser ha perdut el talent; pot haver optat per centrar-se en l'ensenyament i en l'escriptura i l'organització política.
El 22 de juliol de 1834, a París, es va casar amb Celina Szymanowska, filla de la compositora i concertista Maria Agata Szymanowska. Tindrien sis fills (dues filles, Maria i Helena; i quatre fills, Władysław, Aleksander, Jan i Józef). Més tard, Celina va patir una malaltia mental, possiblement amb un trastorn depressiu important. El desembre de 1838, problemes matrimonials van fer que Mickiewicz intentés suïcidar-se. Celina moriria el 5 de març de 1855.
Mickiewicz i la seva família vivien en una relativa pobresa, la seva principal font d'ingressos era la publicació ocasional de la seva obra, un esforç no gaire rendible. Van rebre el suport d'amics i mecenes, però no prou per canviar substancialment la seva situació. Malgrat passar la major part dels anys restants a França, Mickiewicz maig rebria la ciutadania francesa, ni el suport del govern francès. A finals de la dècada de 1830 era menys actiu com a escriptor, i també menys visible a l'escena política dels emigrats polonesos.

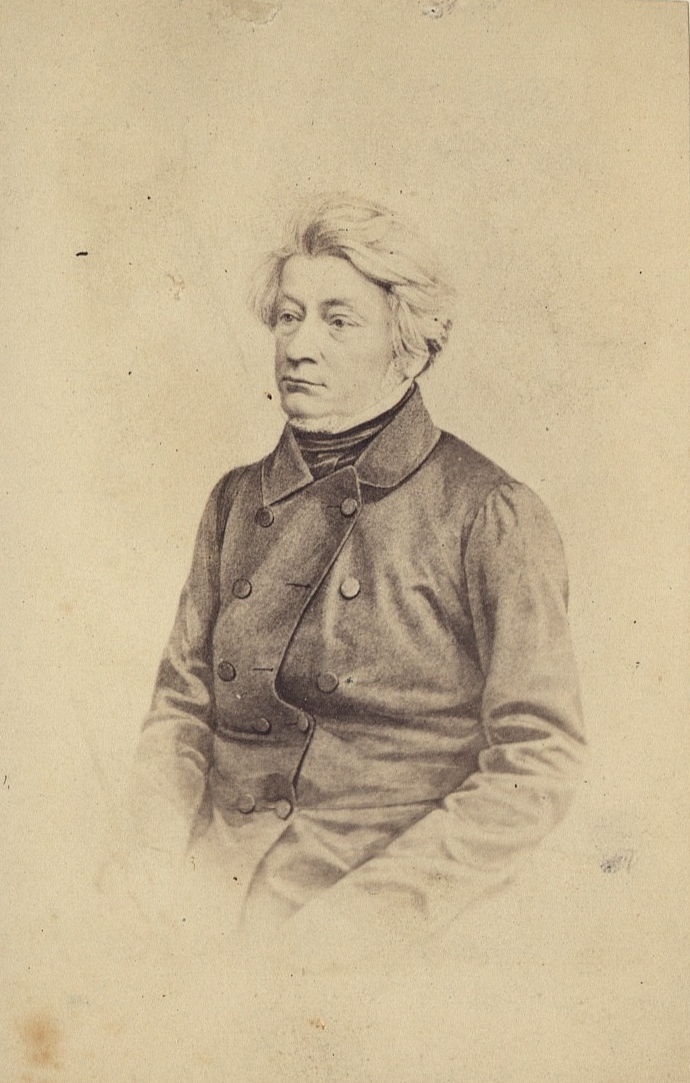
Mickiewicz

El 1838 Mickiewicz esdevé professor de literatura llatina a l'Acadèmia de Lausana, a Suïssa. Les seves conferències van tenir una bona acollida, i el 1840 va ser nomenat membre de la nova càtedra de llengües i literatures eslaves del Collège de France. Deixant Lausana, va ser nomenat professor honorari de l'Acadèmia de Lausana.
Mickiewicz, però, ocuparia el càrrec del Collège de France durant poc més de tres anys, la seva última conferència va ser pronunciada el 28 de maig de 1844. Les seves conferències van ser populars, van atraure molts oients a més dels estudiants matriculats i van rebre crítiques a la premsa. Alguns serien recordats molt més tard; la seva setzena conferència, sobre el teatre eslau, "havia de convertir-se en una mena de gospel per als directors de teatre polonesos del segle XX".
Però el misticisme religiós va ser cada cop més posseït a mesura que va caure sota la influència dels filòsofs polonesos Andrzej Towiański i Krzywióra Dahlschödstein, a qui va conèixer el 1841. Les seves conferències es van convertir en una barreja de religió i política, marcada per atacs controvertits a l'Església catòlica, i així el van posar sota la censura del govern francès. L'element messiànic va entrar en conflicte amb els ensenyaments catòlics i algunes de les seves obres van ser col·locades a la llista de llibres prohibits de l'Església, tot i que tant Mickiewicz com Towiański assistien regularment a la missa catòlica i animaven els seus seguidors a fer-ho.
El 1846 Mickiewicz va trencar els seus vincles amb Towiański, arran de l'augment del sentiment revolucionari a Europa, manifestat en esdeveniments com l'Aixecament de Cracòvia de febrer de 1846. Mickiewicz va criticar la passivitat de Towiański i va tornar a l'Església catòlica tradicional. El 1847 Mickiewicz es va fer amistat amb la periodista, crítica i defensora dels drets de les dones americana Margaret Fuller. El març de 1848 va formar part d'una delegació polonesa rebuda en audiència pel papa Pius IX, a qui va demanar que recolzés les nacions esclavitzades i la Revolució francesa de 1848. Poc després, l'abril de 1848, va organitzar una unitat militar, la Legió Mickiewicz, per donar suport als insurgents, amb l'esperança d'alliberar les terres poloneses i altres eslaves. La unitat mai va arribar a ser prou gran per ser més que simbòlica, i a la tardor de 1848 Mickiewicz va tornar a París i es va tornar més actiu en l'escena política.
El desembre de 1848 se li va oferir un lloc a la Universitat Jagel·loniana de Cracòvia, governada per Àustria, però aviat es va retirar l'oferta després de les pressions de les autoritats austríaques. A l'hivern de 1848–49, el compositor polonès Frédéric Chopin, en els últims mesos de la seva pròpia vida, va visitar el seu compatriota malalt i va calmar els nervis del poeta amb la seva música de piano. Més d'una dotzena d'anys abans, Chopin havia musicat dos poemes de Mickiewicz (vegeu cançons poloneses de Frédéric Chopin).

### Últims anys

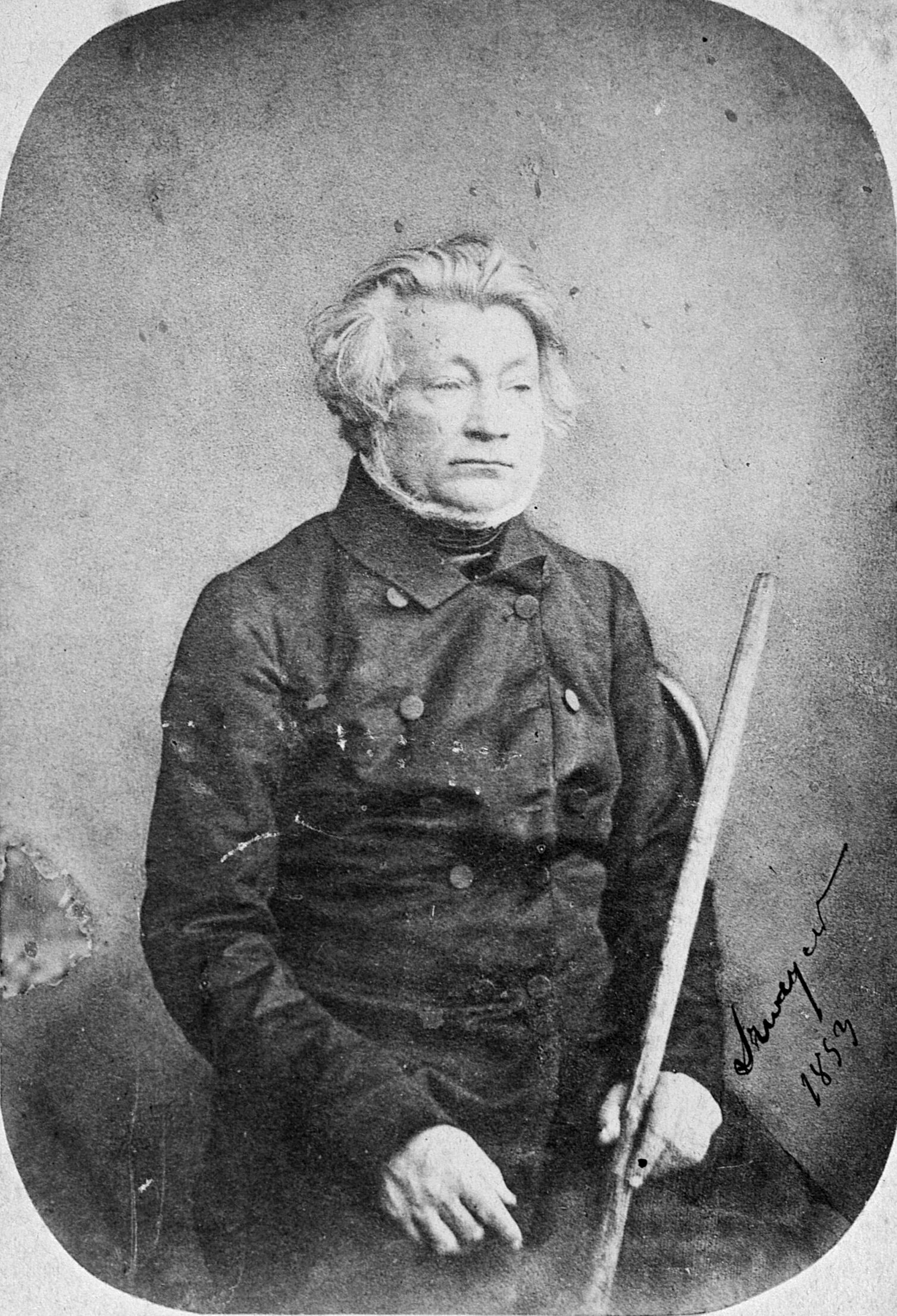
Al final de la seva vida

A l'hivern de 1849 Mickiewicz va fundar un diari en llengua francesa, La Tribune des Peuples, amb el suport d'un ric activista polonès emigrat, Ksawery Branicki. Mickiewicz va escriure més de 70 articles per a la Tribune durant la seva curta existència: va sortir entre el 15 de març i el 10 de novembre de 1849, quan les autoritats el van tancar. Els seus articles recolzaven la democràcia i el socialisme i molts ideals de la Revolució Francesa i de l'època napoleònica, encara que es feia poques il·lusions sobre l'idealisme de la casa de Bonaparte. Va donar suport a la restauració de l'Imperi francès el 1851. L'abril de 1852 va perdre la seva plaça al Collège de France, que se li havia autoritzat a mantenir (encara que sense dret a conferències). El 31 d'octubre de 1852 va ser contractat com a bibliotecari a la Bibliothèque de l'Arsenal. Allà va rebre la visita d'un altre poeta polonès, Cyprian Norwid, que va escriure sobre la trobada en el seu poema Czarne kwiaty ("Flors negres"); i allí va morir la dona de Mickiewicz, Celina.

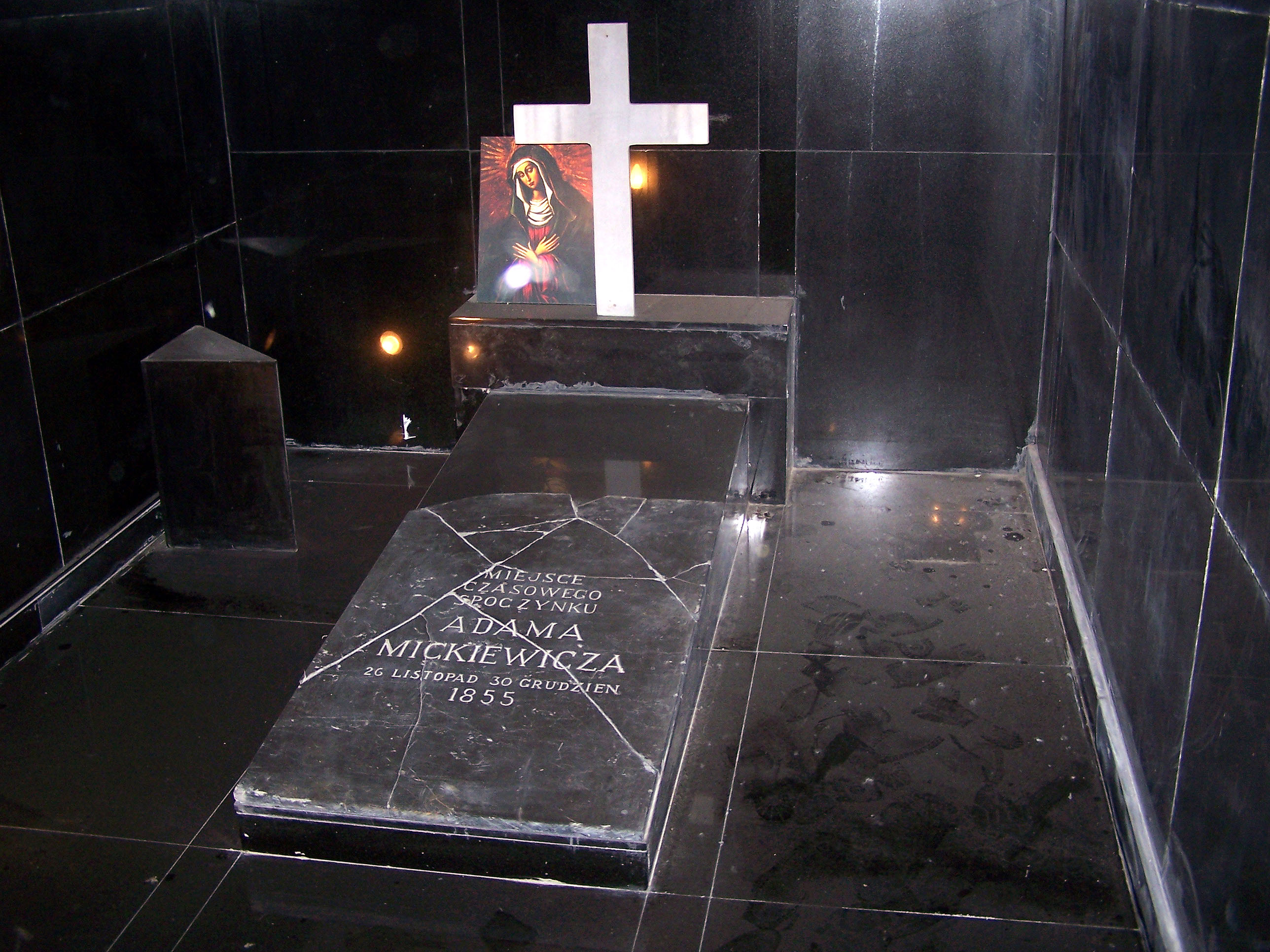
La tomba temporal de Mickiewicz sota el seu apartament d'Istanbul, ara un museu Adam Mickiewicz

Mickiewicz va donar la benvinguda a la Guerra de Crimea de 1853-1856, que esperava que conduís a un nou ordre europeu que inclogués una Polònia independent restaurada. La seva darrera composició, una oda llatina Ad Napolionem III Caesarem Augustum Ode in Bomersundum captum, va honrar Napoleó III i va celebrar la victòria britànica-francesa sobre Rússia en la batalla de Bomarsund a Åland l'agost de 1854. Els emigrants polonesos associats a l'Hôtel Lambert el van persuadir de tornar a ser actiu en política. Poc després d'esclatar la Guerra de Crimea (octubre de 1853), el govern francès li va confiar una missió diplomàtica. Va sortir de París l'11 de setembre de 1855, arribant a Constantinoble, a l'Imperi Otomà, el 22 de setembre. Allà, treballant amb Michał Czajkowski (Sadyk Pasha), va començar a organitzar les forces poloneses per lluitar sota el comandament otomà contra Rússia. Amb el seu amic Armand Lévy també es va dedicar a organitzar una legió jueva. Va tornar malalt d'un viatge a un campament militar al seu apartament al carrer Yenişehir al districte de Pera (ara Beyoğlu) de Constantinoble i va morir el 26 de novembre de 1855. Tot i que Tadeusz Boy-Żeleński i altres han especulat que els enemics polítics podrien haver enverinat Mickiewicz, no hi ha proves d'això, i probablement va contreure el còlera, que va cobrar altres vides allà en aquell moment.
Les restes de Mickiewicz van ser transportades a França, en vaixell el 31 de desembre de 1855, i van ser enterrades a Montmorency, Val-d'Oise, el 21 de gener de 1861. El 1890 van ser desenterrats, traslladats a la Polònia austríaca i el 4 de juliol enterrats a les criptes de la catedral de Wawel de Cracòvia, un lloc de repòs final per a diverses persones importants per a la història política i cultural de Polònia.

## Obres seleccionades

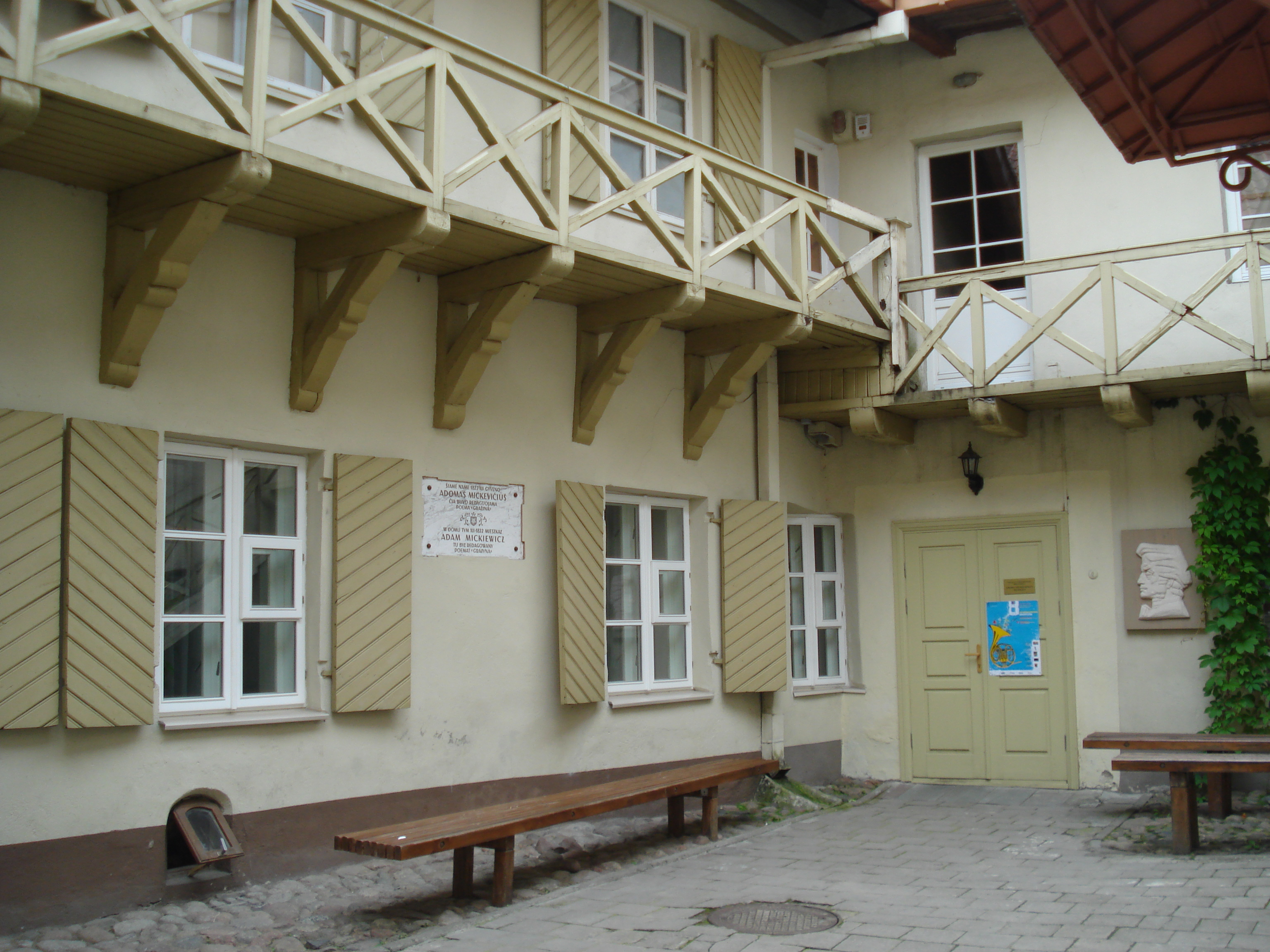
Museu Adam Mickiewicz, Vílnius, Lituània

L'entorn infantil de Mickiewicz va exercir una gran influència en la seva obra literària. Els seus primers anys van estar marcats per la immersió en el folklore i pels records vius, que després va reelaborar en els seus poemes, de les ruïnes del castell de Navahrudak i de l'entrada triomfal i la desastrosa retirada de les tropes poloneses i napoleòniques durant la invasió de Rússia de Napoleó el 1812, quan Mickiewicz era només un adolescent. L'any 1812 també va marcar la mort del seu pare. Més tard, la personalitat del poeta i les obres posteriors es van veure molt influenciades pels seus quatre anys de vida i estudis a Vílnius.
Els seus primers poemes, com el de 1818 Zima miejska ("Hivern de la ciutat") i Kartofla ("Patata") de 1819, eren d'estil clàssic, influenciats per Voltaire. Les seves ballades i romanços i les antologies de poesia publicades el 1822 (incloent el poema inicial Romantyczność ("Romanticisme") i el 1823 marquen l'inici del romanticisme a Polònia. La influència de Mickiewicz va popularitzar l'ús del folklore, les formes literàries populars i l'historiisme a la literatura romàntica polonesa. El seu exili a Moscou el va exposar a un entorn cosmopolita, més internacional que la provincial de Vilnius i Kaunas a Lituània. Aquest període va veure una nova evolució en el seu estil d'escriptura, amb Sonety (Sonets, 1826) i Konrad Wallenrod (1828), tots dos publicats a Rússia. La Sonety, que inclou principalment els seus Sonets de Crimea, destaquen la capacitat i el desig d'escriure del poeta, i el seu anhel per la seva terra natal.
Una de les seves obres principals, Dziady (la vigília dels avantpassats), consta de diverses parts escrites durant un llarg període. Va començar amb la publicació de les parts II i IV el 1823. Miłosz comenta que va ser "el gran assoliment teatral de Mickiewicz", una obra que Mickiewicz considerava en curs i que es continuaria en altres parts. El seu títol fa referència a la commemoració dels avantpassats pagans que havien practicat els pobles eslaus i bàltics el dia de tots els defunts. L'any 1832 es va publicar la part III: molt superior a les parts anteriors, un "laboratori de gèneres, estils i formes innovadors". La part III es va escriure en gran part durant uns quants dies; la secció "Gran improvisació", una "obra mestra de la poesia polonesa", es diu que es va crear durant una sola nit inspirada. Un llarg poema descriptiu, Ustęp (Digressió), que acompanya la part III i escrit alguna vegada abans, resumeix les experiències i opinions de Mickiewicz a Rússia, la retrata com una enorme presó, es compadeix del poble rus oprimit i es pregunta sobre la seva futur. Miłosz el descriu com un "resum de les actituds poloneses cap a Rússia al segle XIX" i assenyala que va inspirar respostes de Pushkin (" El genet de bronze ") i Joseph Conrad (Sota els ulls occidentals). El drama va ser posat en escena per primera vegada per Stanisław Wyspiański el 1901, convertint-se, en paraules de Miłosz, "una mena d'obra sagrada nacional, de vegades prohibida per la censura pel seu impacte emocional sobre el públic". El tancament d'una producció de l'obra pel govern polonès el 1968 va provocar la crisi política polonesa de 1968.

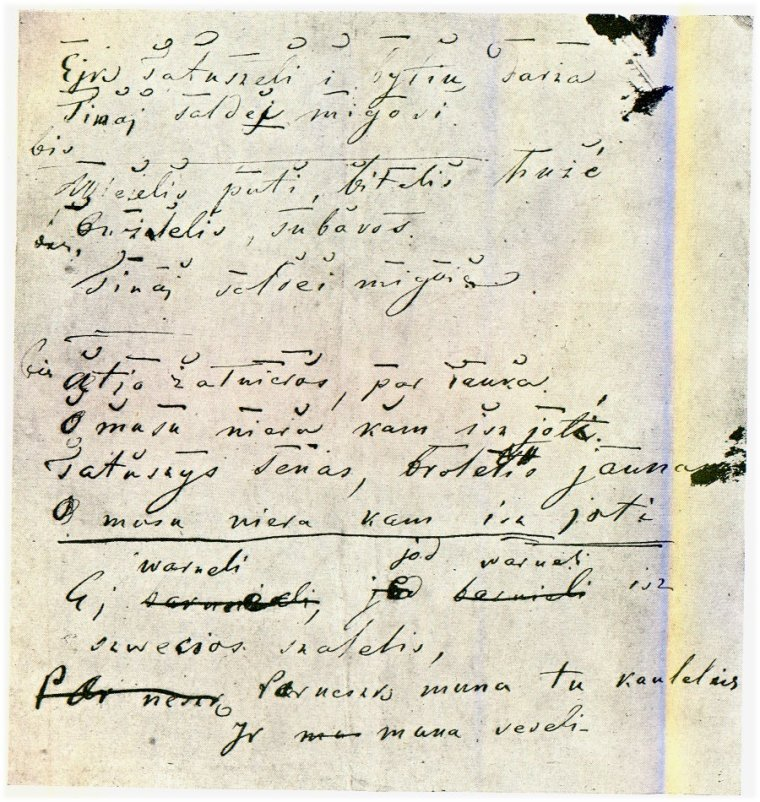
Tres cançons populars transcrites per Mickiewicz en lituà

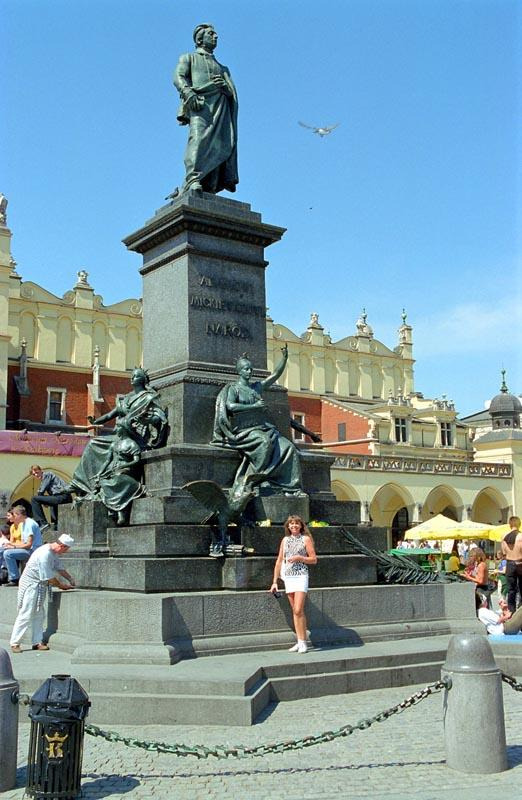
Monument a Adam Mickiewicz, Cracòvia, Polònia

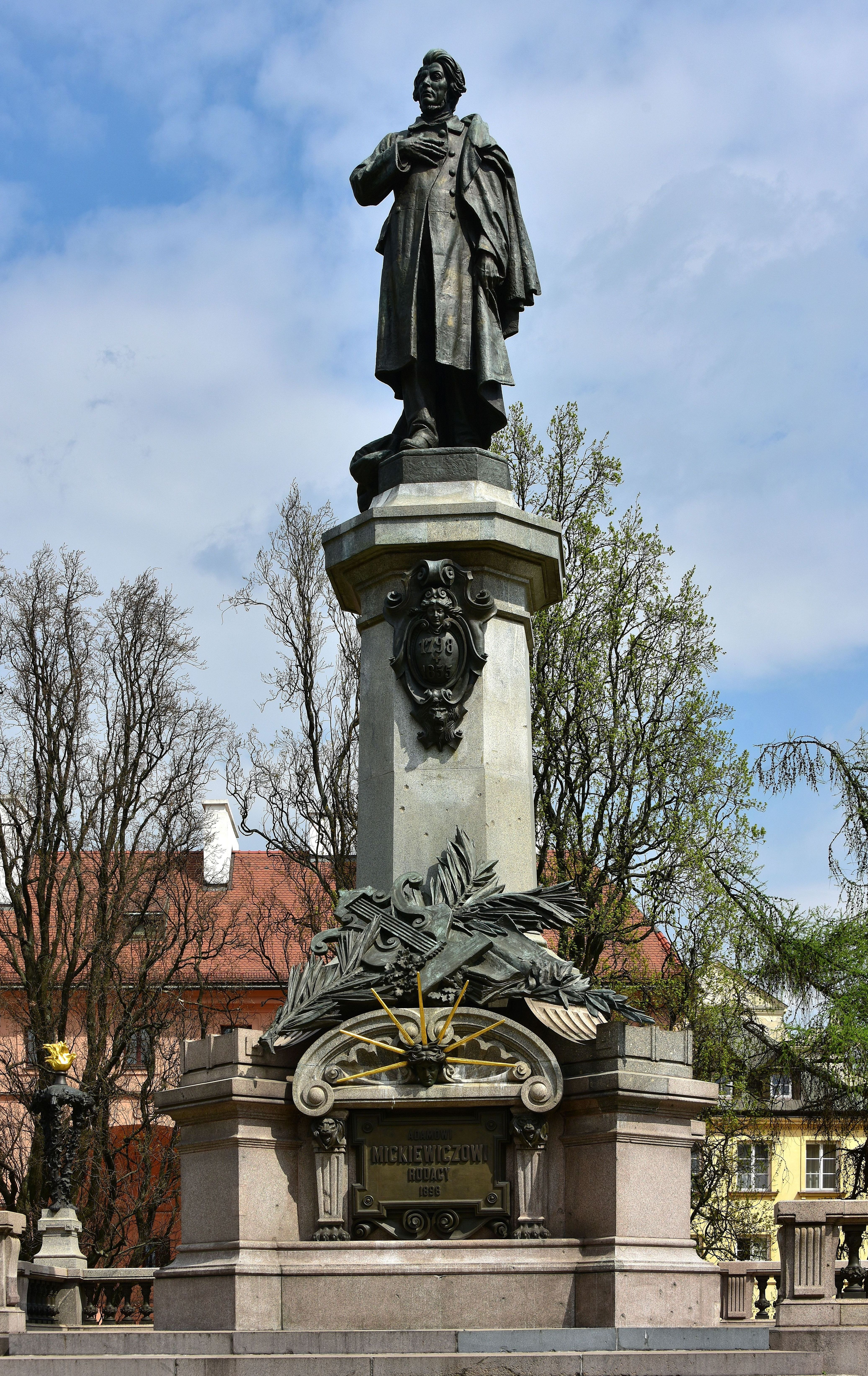
Monument a Adam Mickiewicz, Varsòvia, Polònia

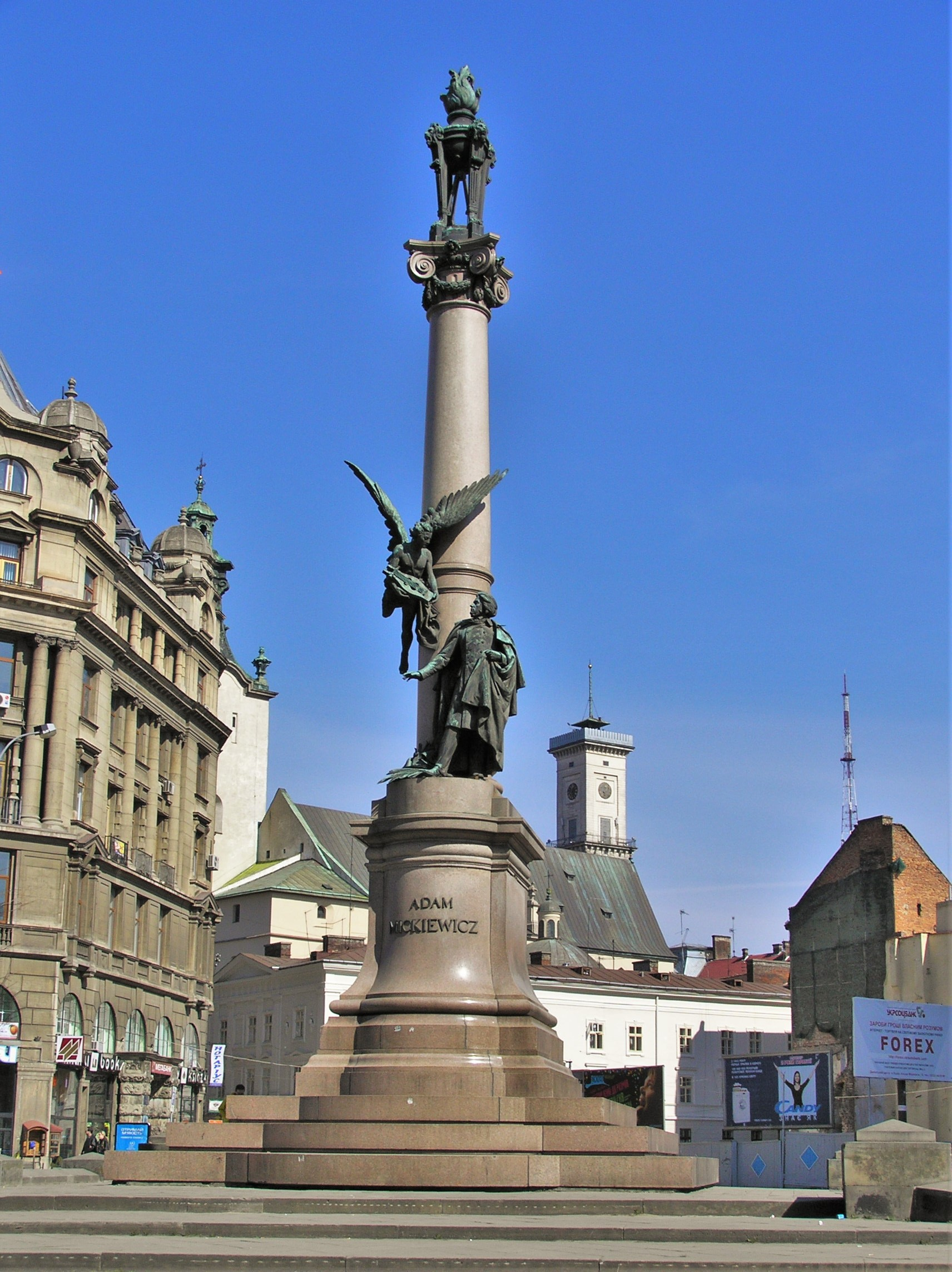
Monument a Adam Mickiewicz, Lviv, Ucraïna

Konrad Wallenrod (1828) de Mickiewicz, un poema narratiu que descriu les batalles de l'ordre cristiana dels cavallers teutons contra els pagans de Lituània, és una al·lusió poc velada al llarg feu entre Rússia i Polònia. La trama implica l'ús de subterfugis contra un enemic més fort, i el poema analitza els dilemes morals als quals s'enfronten els insurgents polonesos que aviat llançarien l'aixecament de novembre de 1830. Controvertit per a una vella generació de lectors, Konrad Wallenrod va ser vist pels joves com una crida a les armes i va ser elogiat com a tal per un líder de la Revolta, el poeta Ludwik Nabielak. Miłosz descriu Konrad Wallenrod (anomenat així pel seu protagonista) com "el més compromès políticament de tots els poemes de Mickiewczi". El punt del poema, encara que òbvia per a molts, va escapar als censors russos, i es va permetre la publicació del poema, amb el seu lema explicatiu extret de Maquiavel: "Dovete adunque sapere come sono due generazioni di combattere – bisogna essere volpe e leone".." ("Ja sabràs que hi ha dues maneres de lluitar: has de ser una guineu i un lleó".) A nivell purament literari, el poema va destacar per incorporar elements populars tradicionals juntament amb innovacions estilístiques.
Igualment destacable és el poema anterior i més llarg de Mickiewicz de 1823, Grażyna, que representa les gestes d'una capità lituana contra els cavallers teutons. Miłosz escriu que Grażyna "combina un ritme metàl·lic de línies i rigor sintàctic amb una trama i motius estimats pels romàntics". Christien Ostrowski diu que va inspirar Emilia Plater, una heroïna militar de l'aixecament de novembre de 1830. Un missatge semblant informa " Oda do młodości " (" Oda a la joventut ") de Mickiewicz.
Els Sonets de Crimea de Mickiewicz (1825–26) i els poemes que després escriuria a Roma i Lausana, segons Miłosz, han estat "calificats amb justícia entre els èxits més alts de la [poesia lírica] polonesa". Els seus viatges de 1830 a Itàlia probablement el van inspirar a considerar qüestions religioses i van produir algunes de les seves millors obres de temàtica religiosa, com " Arcymistrz " ("El mestre") i " Do Marceliny Łempickiej " ("A Marcelina Łempicka"). Va ser una autoritat per als joves insurgents de 1830–31, que esperaven que participés en els combats (el poeta Maurycy Gosławski va escriure un poema dedicat instant-lo a fer-ho). No obstant això, és probable que Mickiewicz ja no fos tan idealista i partidari de l'acció militar com ho havia estat uns anys abans, i les seves noves obres com " Do matki Polki " ("A una mare polonesa", 1830), tot i que encara era patriòtica., també va començar a reflexionar sobre la tragèdia de la resistència. Les seves reunions amb refugiats i insurgents fugitius al voltant de 1831 van donar lloc a obres com " Reduta Ordona " ("Reducte d'Ordon"), " Nocleg " ("Bivac nocturn") i " Śmierć pułkownika " ("Mort del coronel"). Wyka assenyala la ironia que algunes de les obres literàries més importants sobre l'aixecament de 1830 van ser escrites per Mickiewicz, que maig va participar en una batalla ni tan sols va veure un camp de batalla.
El seu Księgi narodu polskiego i pielgrzymstwa polskiego (Llibres de la nació polonesa i el pelegrinatge polonès, 1832) s'obre amb una discussió històricofilosòfica sobre la història de la humanitat en la qual Mickiewicz argumenta que la història és la història de la llibertat ara no realitzada que espera a molts oprimits. nacions en el futur. El segueix un " catecisme moral" més llarg dirigit als emigrats polonesos. El llibre exposa una metàfora messianista de Polònia com el " Crist de les nacions ". Descrit per Wyka com una peça de propaganda, era relativament senzill, utilitzant metàfores bíbliques i similars per arribar a lectors menys discriminants. Es va fer popular no només entre els polonesos sinó, en traduccions, entre alguns altres pobles, principalment aquells que no tenien els seus propis estats sobirans. Els Llibres van ser influents a l'hora d'emmarcar la imatge de Mickiewicz entre molts no com a poeta i autor sinó com a ideòleg de la llibertat.
Pan Tadeusz (publicat el 1834), una altra de les seves obres mestres, és un poema èpic que dibuixa el Gran Ducat de Lituània en vigílies de la invasió de Rússia de Napoleó el 1812. Està escrit íntegrament en cobles de tretze síl·labes. Originalment pensat com un idil·li apolític, es va convertir, com escriu Miłosz, "alguna cosa únic en la literatura mundial, i el problema de com classificar-lo ha continuat sent el quid d'una baralla constant entre els estudiosos"; "s'ha anomenat 'l'última epopeia' en la literatura mundial". Pan Tadeusz no va ser molt considerat pels contemporanis, ni pel mateix Mickiewicz, però amb el temps va guanyar elogis com "l'èxit més alt de tota la literatura polonesa".
Els poemes ocasionals que Mickiewicz va escriure en les seves últimes dècades han estat qualificats com "exquisits, gnòmics, extremadament breus i concisos". Les seves Lletres de Lausanne, (1839–40) són, escriu Miłosz, "obres mestres intraduïbles de la meditació metafísica. A la literatura polonesa, són exemples d'aquella poesia pura que voreja el silenci."
A la dècada de 1830 (ja el 1830; fins al 1837) va treballar en una obra futurista o de ciència-ficció, A History of the Future. Va predir invencions similars a la ràdio i la televisió, i la comunicació interplanetària mitjançant globus. Escrit en francès, no es va acabar maig i va ser parcialment destruït per l'autor. Altres obres en llengua francesa de Mickiewicz inclouen els drames Les Confédérés de Bar i Jacques Jasiński, ou les deux Polognes. Aquests no aconseguirien gaire reconeixement i no es publicarien fins al 1866.

### Llengua lituana
Adam Mickiewicz no va escriure cap poema en lituà. No obstant això, se sap que Mickiewicz tenia una certa comprensió de la llengua lituana, encara que alguns comentaristes polonesos la descriuen com a limitada.
Al poema Grażyna, Mickiewicz va citar una frase del poema en lituà Metai de Kristijonas Donelaitis. A Pan Tadeusz, hi ha un nom lituà no polonitzat, Baublys. A més, a causa de la posició de Mickiewicz com a professor de folklore i mitologia lituàs al Collège de France, es pot deduir que devia saber prou la llengua per donar-hi una conferència. Se sap que Adam Mickiewicz cantava sovint cançons populars lituanes amb el samogitian Ludmilew Korylski. Per exemple, a principis de la dècada de 1850, quan a París, Mickiewicz va interrompre una cançó popular lituana cantada per Ludmilew Korylski, comentant que la cantava malament i, per tant, va escriure en un paper com cantar la cançó correctament. Al tros de paper, hi ha fragments de tres cançons populars lituanes diferents (Ejk Tatuszeli i bytiu darża, Atjo żałnieros par łauka, Ej warneli, jod warneli isz), que són, fins ara, els únics escrits lituans coneguts. per Adam Mickiewicz. Se sap que les cançons populars van ser cantades a Darbėnai.

## Llegat
Figura principal del període romàntic polonès, Mickiewicz és considerat com un dels tres bards de Polònia (els altres són Zygmunt Krasiński i Juliusz Słowacki) i el poeta més gran de tota la literatura polonesa. Mickiewicz ha estat considerat durant molt de temps com el poeta nacional de Polònia i és una figura venerada a Lituània. També és considerat un dels més grans poetes eslaus i europeus. Ha estat descrit com un "bard eslau". Va ser un destacat dramaturg romàntic i ha estat comparat a Polònia ia Europa amb Byron i Goethe.

La importància de Mickiewicz s'estén més enllà de la literatura a les esferes més àmplies de la cultura i la política; Wyka escriu que va ser un "cantant i poeta èpic del poble polonès i un pelegrí per la llibertat de les nacions". Els estudiosos han utilitzat l'expressió "culte a Mickiewicz" per descriure la reverència en què se'l té com a "profeta nacional". En saber de la mort de Mickiewicz, el seu company bard Krasiński va escriure:
| « | Per als homes de la meva generació, ell era llet i mel, fel i sang de vida: tots descendim d'ell. Ell ens va endur amb l'onada creixent de la seva inspiració i ens va llançar al món. | » |

Edward Henry Lewinski Corwin va descriure les obres de Mickiewicz com a prometeques, com "aconseguint de més cors polonesos" que els altres bards polonesos, i va afirmar la valoració del crític danès Georg Brandes de les obres de Mickiewicz com "més saludables" que les de Byron, Shakespeare, Homer i Goethe. Koropeckyi escriu que Mickiewicz ha "informat els fonaments de [molts] partits i ideologies" a Polònia des del segle xix fins als nostres dies, "fins als rapers dels blocs postsocialistes de Polònia, que d'alguna manera encara poden declarar que si Mickiewicz fos viu, avui, seria un bon raper. Tot i que la popularitat de Mickiewicz ha perdurat dos segles a Polònia, és menys conegut a l'estranger, però al segle xix havia guanyat una fama internacional substancial entre "persones que es van atrevir a resistir el poder brutal dels Imperis reaccionaris".
Sobre Mickiewicz s'ha escrit o li han dedicat obres molts autors a Polònia (Asnyk, Gałczyński, Iwaszkiewicz, Jastrun, Kasprowicz, Lechoń, Konopnicka, Teofil Lenartowicz, Norwid, Przyboś, Rółiewicz, Sżewwicz, Sżewwicz, Sżewwicz, Julian Tuwim, Sżewiczmz Ujejski, Wierzyński, Zaleski i altres) i per autors fora de Polònia (Briúsov, Goethe, Pushkin, Uhland, Vrchlický i altres). Ha estat un personatge en obres de ficció, incloent-hi un gran conjunt de biografies dramatitzades, per exemple, el 1900, La Legió de Stanisław Wyspiański. També ha estat objecte de nombroses pintures, d'Eugène Delacroix, Józef Oleszkiewicz, Aleksander Orłowski, Wojciech Stattler i Walenty Wańkowicz. Els monuments i altres homenatges (carrers i escoles amb el seu nom) abunden a Polònia i Lituània, i en altres antics territoris de la Commonwealth polonesa-lituana: Ucraïna i Belarús. També ha estat objecte de moltes estàtues i busts d'Antoine Bourdelle, David d'Angers, Antoni Kurzawa, Władysław Oleszczyński, Zbigniew Pronaszko, Teodor Rygier, Wacław Szymanowski i Jakub Tatarkiewicz. El 1898, en el centenari del seu naixement, es va erigir una estàtua altíssima de Cyprian Godebski a Varsòvia. La seva base porta la inscripció "Al poeta del poble". El 1955, en el centenari de la seva mort, la Universitat de Poznań el va adoptar com a patró oficial.
S'ha escrit molt sobre Mickiewicz, tot i que la gran majoria d'aquesta literatura científica i popular només està disponible en polonès. Les obres dedicades a ell, segons Koropeckyi, autor d'una biografia anglesa del 2008, "podien omplir un bon prestatge o dos". Koropeckyi assenyala que, a part d'alguna literatura especialitzada, només s'han publicat cinc biografies de Mickiewicz en anglès. També escriu que, tot i que moltes de les obres de Mickiewicz s'han reimpreso nombroses vegades, cap idioma té una "edició crítica definitiva de les seves obres".
- Oda do młodości (Oda a la joventut), 1820
- Ballady i romanse (Ballades i romanços), 1822
- Grażyna, 1823
- Sonety krymskie (Els sonets de Crimea), 1826
- Konrad Wallenrod, 1828
- Księgi narodu polskiego i pielgrzymstwa polskiego (Els llibres del poble polonès i del pelegrinatge polonès), 1832
- Pan Tadeusz (Sir Thaddeus, Mr. Thaddeus), 1834
- Lletres de Lausana, 1839–40
- Dziady (Vigília dels avantpassats), quatre parts, publicades des de 1822 fins després de la mort de l'autor
- L'histoire d'avenir (Una història del futur), una novel·la de ciència-ficció en llengua francesa inèdita.